# Aïn Touta
Aïn Touta (em árabe: عين التوتة) (anteriormente Mac Mahon, durante da colonização francesa), é uma cidade localizada na província de Batna,  Argélia. Sua população era de 59 904 habitantes, em 2008.